# Samane
Samane (em turco: Sağman) é uma vila no distrito de Perteque, na província de Tunjeli, na Turquia. De acordo com o censo de 2022, havia 156 residentes. As aldeolas de Arelar (Arılar), Chequenle (Çıkınlı), Chucurba (Çukurbağ), Daarjeque (Dağarcık), Dilije (Dillice), Cabale (Kabalı) e Sorcunbae (Sorkunbağı) estão anexadas à vila.

## História
Samane ganhou alguma proeminência como uma chefatura curda no século XVI e é cercada por pontos turísticos históricos. A vila tem uma cidadela em ruínas com uma mesquita, tumba e tekke construídos pelo curdo sanjaco-bei Caicosroes (Keykusrav).